# Semën Čudin
Semen Čudin (in russo Семён Чудин?; Barnaul, 18 febbraio 1985) è un danzatore russo, primo ballerino del Balletto Bol'šoj dal 2011.

## Biografia
Semën Čudin è nato a Barnaul nel 1985 e ha studiato danzo alla Scuola di Coreografia Novosibirsk. Dopo aver conseguito il diploma nel 2003 ha danzato in diverse compagnie russe e nel 2007 è stato scritturato come ballerino principale dal Balletto di Zurigo. Dopo un anno con la compagnia svizzera, è tornato a danzare in Russia, dove nel 2011 è stato scritturato dal Balletto Bol'šoj in veste di primo ballerino. Durante la sua prima stagione al Bol'šoj ha danzato nei ruoli di Siegfried ne Il lago dei cigni, Basilio nel Don Chisciotte, Desire ne La bella addormentata e dell'eponimo protagonista ne Lo schiaccianoci, tutti negli allestimenti coreografati da Jurij Grigorovič.
Da allora ha ampliato notevolmente il suo repertorio, danzando molti dei maggiori ruoli maschili, tra cui Solor ne La Bayadere, Albrecht in Giselle e Romeo nel Romeo e Giulietta di Aleksej Ratmanskij. Inoltre ha danzato in occasione delle prime moscovite di importanti balletti, tra cui l'Apollon Musagete di George Balanchine nel ruolo di Apollo (2012) e l'Onegin di John Cranko nel ruolo di Lensky (2013). In qualità di étoile ospite ha danzato con il Balletto Mariinskij nel 2014 come Siegfried ne Il lago dei cigni e nel 2017 come Solor ne La Bayadere. Nel 2018 ha fatto il suo esordio al Teatro dell'Opera di Roma danzando come Siegfried accanto all'Odette di Anna Michajlovna Nikulina ne Il lago dei cigni di Benjamin Pech.
Nel 2011 ha vinto il Prix Benois de la Danse e nel 2021 è stato proclamato Artista Benemerito della Federazione Russa.